# Onthophagus scaber
Onthophagus scaber är en skalbaggsart som beskrevs av Johannes Rudolf Roth 1851. Onthophagus scaber ingår i släktet Onthophagus och familjen bladhorningar. Inga underarter finns listade i Catalogue of Life.